# Ypsilon Golf Challenge
De Ypsilon Golf Challenge was een golftoernooi van deel uitmaakte van de Europese Challenge Tour in 2008.
Het toernooi werd eenmalig gespeeld op de Ypsilon Golf Resort in Liberec in de Tsjechische Republiek. Gastheer was Alex Čejka, die daarvandaan komt en later de Duitse nationaliteit kreeg. De winnaar was Seve Benson, die de play-off won van Rafael Cabrera Bello en Branden Grace.